# Narcissus tazetta
Narcisse-à-bouquet
Espèce
Narcissus tazetta, le narcisse à bouquet, est une espèce de plantes monocotylédones de la famille des Amaryllidaceae, sous-famille des Amaryllidoideae, originaire d'Eurasie. C'est une plante herbacée, vivace grâce à son bulbe.

## Description

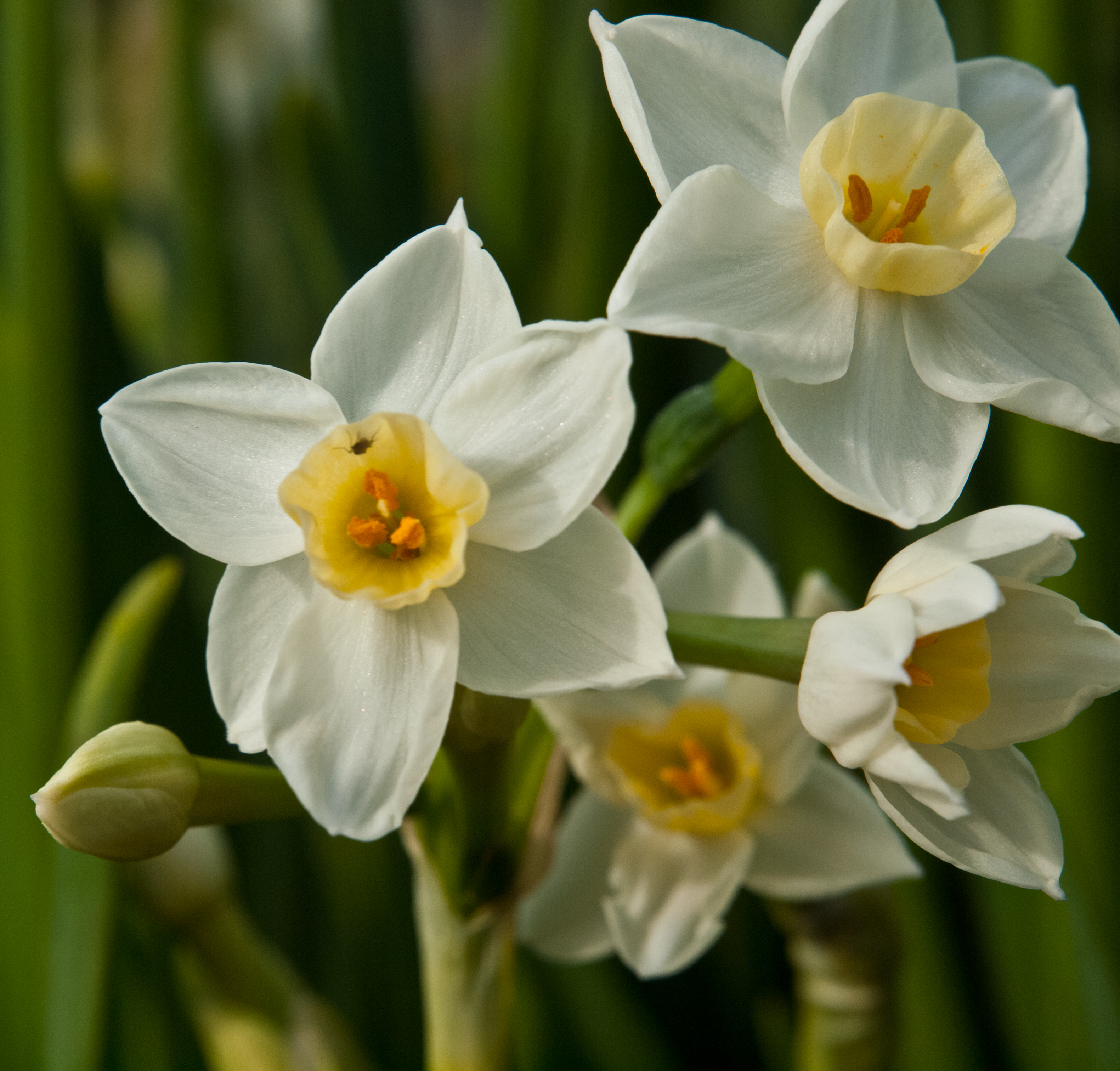
Gros-plan sur les fleurs.

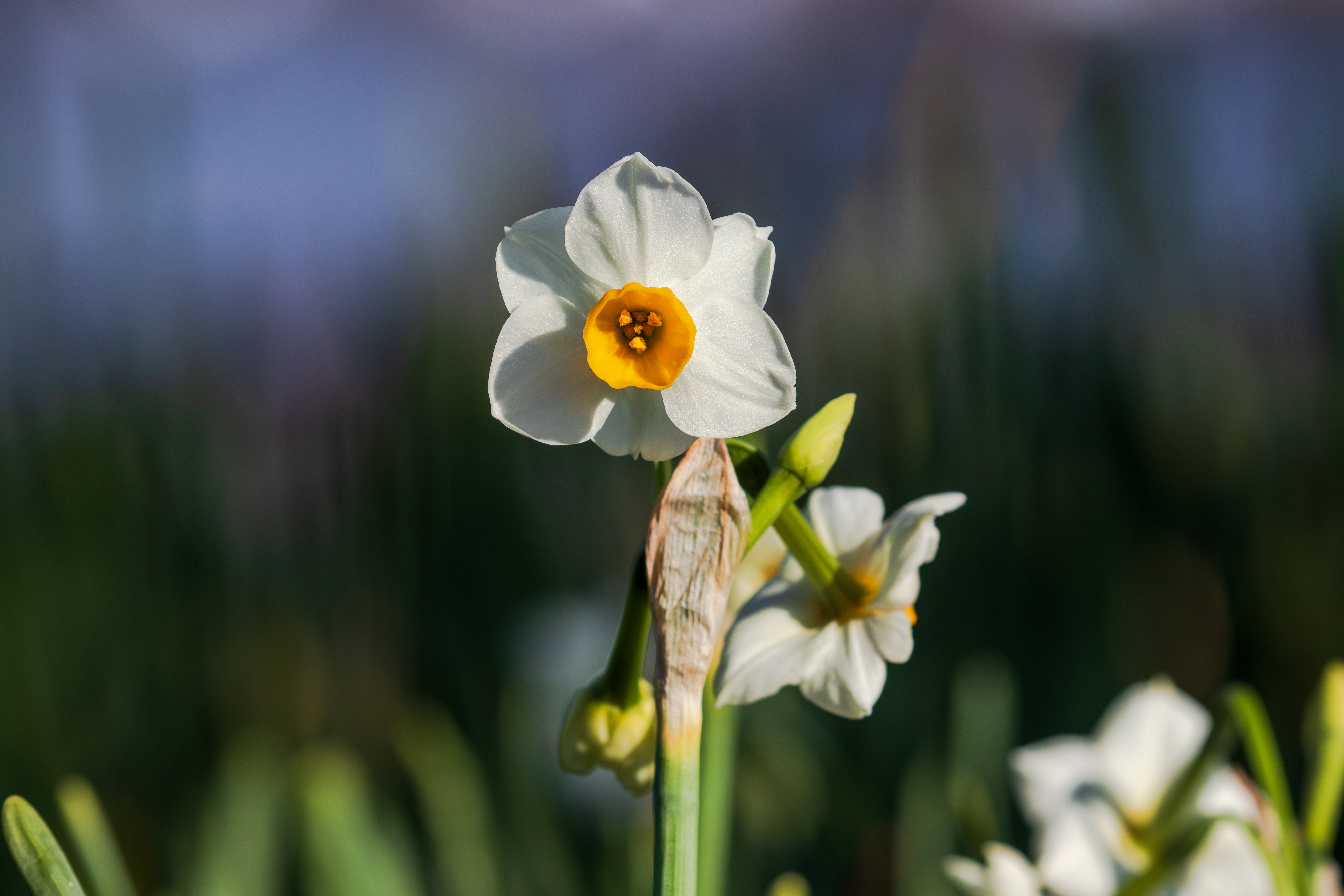
Fleur de Narcissus tazetta au parc Nagai à Osaka, Japon. Janvier 2024.

Narcissus tazetta est une plante herbacée bulbeuse vivace, glabre, à tige robuste, haute de 20 à 65 cm, comprimée, à 2 bords et sans feuilles. 
Le bulbe, ovoïde à subglobuleux, à tuniques externes membraneuses, de couleur brun clair à brun foncé, mesure jusqu'à 7 cm de long sur 3 à 5 cm de large. Il se prolonge par une gaine de 1 à 9,5 cm de long. 
À la floraison, il présente de 2 à 6 feuilles linéaires, à limbe plat ou nervuré, à bords lisses, souvent vert bleuâtre, longues de 25 à 35 cm et larges de 8 à 15 mm. Ces feuilles, de section étroitement elliptique, sont ceinturées à la base par 1 ou 2 gaines scarieuses, tronquées, qui sont plus ou moins recouvertes par le prolongement des tuniques externes du bulbe.
L'inflorescence est un racème ou pseudo-ombelle, de 25–35 cm de long, à spathe papyracée, brun pâle, de 4 à 6 cm de long, comptant de 2 à 15 fleurs.
Les fleurs, fortement parfumées, présentent un périanthe de 2 à 4 cm de large formé de tépales soudés. Le tube du périanthe de 1,5 à 2 cm de long, se rétrécit progressivement jusqu'à la base. Les tépales présentent des lobes distincts, étalés à réfléchis, de couleur blanc-crème, linéaires-ovales à oblancéolés, de 8 à 22 mm de long sur 4 à 14 mm de large, à l'apex aigu.
La couronne en forme de coupe, jaune ou orange, a 3 à 6 mm de haut et 6 à 10 mm de diamètre, à l'apex crénelé à hérissé. 
Les étamines, au nombre de six, sont inégales et présentent un filament droit et blanchâtre, et une anthère jaune, les 3 étamines plus courtes sont incluses dans le tube du périanthe, les 3 plus longues et le style sont exserts (saillants) dans l'embouchure de la couronne,.
Le fruit est une capsule oblongue-ovoïde de 12 mm de long sur 6 à 7 mm de large. Les graines ovoïdes, noires, brillantes, mesurent 2 à 2,2 mm de long sur 1,4 à 1,5 mm de large.

### Cytologie
Narcissus tazetta est à la base une espèce dioïque à 10 chromosomes (2n = 2x = 10) mais présente un polymorphisme cytologique Il existe en effet des variétés tétraploïdes à 20 chromosomes (2n = 4x = 20) ou polyploïdes à 21, 22, 30, 31 chromosomes,.

## Distribution et habitat
L'aire de répartition originelle de Narcissus tazetta comprend l'ensemble des pays riverains de la mer Méditerranée, en Europe méridionale (Albanie,  Espagne, y compris les îles Canaries, France, Grèce, Chypre, Italie, ex-Yougoslavie), en Afrique du Nord (Maroc, Algérie, Tunisie, Libye, Égypte et au Moyen-Orient (Liban-Syrie, Israël, Irak, Turquie) ainsi qu'en Asie centrale (Iran, Afghanistan, Ouzbékistan, Turkménistan) et en Extrême-Orient (Sud-Est de la Chine, Japon).
L'espèce a été introduite en Amérique du Nord (États-Unis, Mexique, Bermudes), en Australasie (Australie, Nouvelle-Zélande, îles Norfolk), et dans divers pays d'Eurasie (Portugal, Transcaucasie, Tadjikistan, Himalaya occidental, Corée).
En région méditerranéenne, cette plante se rencontre au bord des champs, dans les prairies et dans les endroits incultes, de préférence dans les milieux frais et humides, à des altitudes relativement basses, mais peut s'élever en montagne jusqu'à 1200 mètres d'altitude.

## Taxinomie
L'espèce Narcissus tazetta a été décrite par le botaniste suédois Linné et publié en 1753 dans son Species plantarum 1, 290.

### Étymologie
Le nom générique, « Narcisse »,  fait référence au jeune Narcisse de  la mythologie grecque, Νάρκισσος ( Narkissos ), fils du dieu fleuve Céphise et de la nymphe Liriope.
Le nom dérive du mot grec, νάρκη (nárkê), « torpeur, engourdissement », et fait référence à l'odeur pénétrante et enivrante des fleurs de certaines espèces (certains soutiennent que le mot dérive du mot persan  'نرگس'   qui se prononce Nargis, ce qui indique que cette plante est enivrante).
L'épithète spécifique, « tazetta », est le nom italien (toscan) de la plante, tazzetta signifiant « petite tasse ».

### Noms vernaculaires
- Narcisse tazette[9], narcisse-à-bouquet[13], narcisse à bouquet jaune[13], narcisse de Constantinople[9].

### Synonymes
Selon The Plant List (2 juin 2021) :
- Hermione ambigena Salisb.
- Hermione biancae Tod. ex Reut.
- Hermione callichroa Jord. & Fourr.
- Hermione debilis Jord. & Fourr.
- Hermione erodora Jord. & Fourr.
- Hermione fistulosa Haw.
- Hermione ganymedoides Jord. & Fourr.
- Hermione hololeuca Jord. & Fourr.
- Hermione insolita Jord. & Fourr.
- Hermione jucunda Jord. & Fourr.
- Hermione latifolia Haw.
- Hermione mediterranea Jord. & Fourr.
- Hermione neapolitana M.Roem.
- Hermione ochroleuca M.Roem.
- Hermione pallida M.Roem.
- Hermione sequentis Tod.
- Hermione tazetta (L.) Haw.
- Hermione unicolor Haw.
- Hermione venusta Tod.
- Jonquilla tazetta (L.) Raf.
- Narcissus bicrenatus G.Nicholson
- Narcissus canaliculatus Guss.
- Narcissus deflexicaulis Spach
- Narcissus elatus Guss.
- Narcissus fistulosus Schult. & Schult.f.
- Narcissus ganymedoides (Jord. & Fourr.) Rouy
- Narcissus leucojifolius (Salisb.) Schult. & Schult.f.
- Narcissus neglectus Ten.
- Narcissus orientalis L.
- Narcissus papyraceus var. sequentis (Tod.) Nyman
- Narcissus ricasolianus Parl.
- Narcissus sexlobatus Haw. ex Schult. & Schult.f.
- Narcissus tazetta subsp. canaliculatus (Guss.) Nyman
- Narcissus varians Guss. ex Parl.
- Pancratium tazetta (L.) Sessé & Moc.
- Patrocles orientalis Salisb.
- Queltia orientalis (L.) Herb.
- Schisanthes orientalis (L.) Haw.
- Tityrus primulaceus Salisb.

### Liste des sous-espèces
Selon World Checklist of Selected Plant Families (WCSP) (2 juin 2021) :
- Narcissus tazetta subsp. aureus (Jord. & Fourr.) Baker (1888)
- Narcissus tazetta subsp. canariensis (Burb.) Baker (1888)
- Narcissus tazetta subsp. chinensis (M.Roem.) Masam. & Yanagita (1941)
- Narcissus tazetta subsp. italicus (Ker Gawl.) Baker (1888)
- Narcissus tazetta subsp. tazetta